# 조엽수림문화론
조엽수림문화론(일본어: 照葉樹林文化論 쇼요쥬린분카론[*]은 1970년대 이후 일본 문화인류학계에서 일정한 영향력을 가진 학설이다. 일본 생활문화의 기반을 이루는 몇 가지 요소가 중국 운남성을 중심으로 하는 동아시아 반달지대에 집중되어 있으며, 이 일대로부터 장강유역과 대만을 거쳐 일본열도 남서부로 이어지는 조엽수림 지대에 공통되는 문화적 요소들이 공통의 근원지로부터 전파되었다는 가설이다. 
조엽수림문화론을 주로 민 학자로는 나카오 사스케, 사사키 타카아키 등이 있다. 조엽수림은 서일본에서 대만, 화남, 부탄, 히말라야까지 펼쳐진 생물군계다. 이 일대에는 인위적인 교란에 의해 조엽수 이외의 식생이 있는 곳도 많지만, 기후조건으로 보면 조엽수림이 성립할 수 있다. 이 지역에 사는 민족들의 문화요소에는 삼림이나 산악과 관련된 것이 많다. 또한 사사키는 서일본의 조엽수림문화에 대응되는 것으로 동일본의 유림문화(유楢 = 졸참나무)라는 개념을 설정하고 중국 동북부에서 한반도에 걸쳐 신갈나무와 너도밤나무가 분포하는 지역에 보이는 문화요소와의 관련성을 시사했다.
구체적으로 조엽수림문화권의 특징으로 꼽히는 것으로는 근재류(根栽類)를 물에 불려 이용하는 것, 견섬유, 화전농업, 밭벼 재배, 떡, 누룩술・청국장 등 발효식품의 이용, 어로, 칠기, 우타가키, 문신, 이빨염색, 가옥구조, 복식 등이 있다. 조엽수림문화론을 구체화하는 형태로의 벼농사 문화나 밭농사 문화의 고증도 진행했다.
조엽수림문화론에 관한 나카오 사스케의 여러 논문은 『나카오 사스케 저작집』 전6권으로 체계화되어 출판되고 있다.

## 비판
조엽수림문화론은 한때 강력한 영향력을 가졌고, 일본열도 서반부의 문화의 모든 것을 이것으로 설명하려 드는 논고도 드물지 않았다. 그러나 현재는 다방면에서 검토가 가해져 부정적 의견도 많이 제출되고 있다. 조엽수림문화는 일본열도에 영향을 미친 여러 문화권들 중 하나에 불과하다는 시각도 있고, 애초에 조엽수림문화권이라는 것이 실재하지 않았다는 시각도 있다.
한때 벼농사의 발상지는 운남지역으로 여겨지기도 했지만 최근의 고고학이나 분자생물학적 지식에서는 벼농사가 장강문명의 습지대에서 시작되었다고 보고 있다. 고고학자 마츠기 타케히코는 조엽수림문화론이 5000년이라는 장구한 시간의 경과를 무시하고 20세기의 운남과 일본 조문사회를 안이하게 결합한 조잡한 이론이라고 강력히 비판했다. 마츠기는 조몬시대 서일본의 인구밀도가 오히려 동일본보다 크게 떨어짐을 주요 반박 방증으로 꼽았다.